# Wegestock Pescher Feld 2

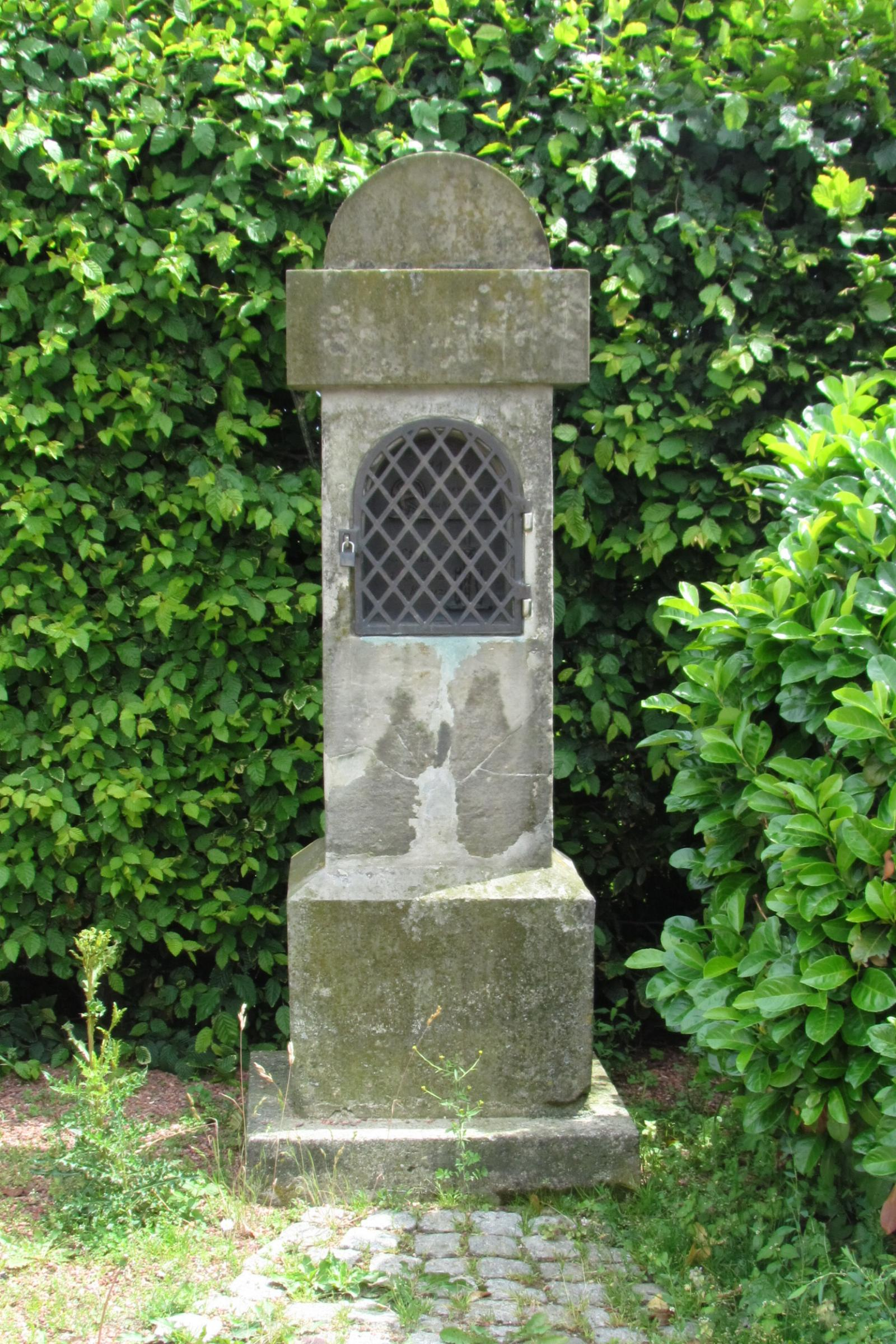
Wegestock

Der Wegestock Pescher Feld 2 steht im Stadtteil Pesch in Korschenbroich  im Rhein-Kreis Neuss in Nordrhein-Westfalen.
Das Flurkreuz ist unter Nr. 144 am 22. Juni 1987 in die Liste der Baudenkmäler in Korschenbroich eingetragen.

## Architektur
Bei dem Denkmal handelt es sich um ein einfaches Wegekreuz aus Liedberger Sandstein im klassizistischen Stil mit einer Rundbogennische in der Vorderseite. In der Nische sind in den Seiten zwei kleine Kreuze eingemeißelt, ansonsten ist das Kreuz schmucklos. Im Rahmen einer Renovierung im Jahre 1986 wurde der Wegestock im oberen Teil erneuert und ergänzt. Der künstlerische und volkskundliche Wert sowie die Bedeutung für die Geschichte des Menschen lassen eine Erhaltung als Denkmal notwendig werden.